# 최영근 (1959년)
최영근(崔永根, 1959년 9월 13일~)은 대한민국의 정치인이다. 제3·4대 경기도 화성시장을 지냈다.

## 주요 약력

### 학력
- 1966.03 ~ 1972.02 향남초등학교
- 1972.03 ~ 1975.02 발안중학교
- 1975.03 ~ 1978.02 제물포고등학교
- 1978.03 ~ 1982.02 건국대학교 행정학과
- 2007. 경희대학교 NGO대학원 석사과정 휴학

### 주요 경력
- 1984 대한교육보험(주)
- 1986 포항제철(주)
- 1989 제33회 행정고시 합격
- 1992 행정자치부(구 내무부)
- 1998 경기도 중소기업자금담당
- 2000 경기도 투자기획담당
- 2001 경기도 국제교류담당
- 2001 경기도의회 건설전문위원
- 2003 경기도 가정복지과장
- 2004 경기도 법무담당관
- 2005 경기도 기획예산담당관
- 2005.05 ~ 2010.05 제3~4대 경기도 화성시장(재선, 한나라당, 최연소)[1]
- 2018 ~ 2020 바른미래당 경기도당 화성시 갑 지역위원회 위원장
- 2020.05 ~ 2020.09 미래통합당 경기도당 화성시 갑 당원협의회 위원장
- 2020.09 ~ 2024.01 국민의힘 경기도당 화성시 갑 당원협의회 위원장
- 2021.12 ~ 2022.03 국민의힘 경기도 살리는 선거대책위원회 선거대책위원장단 공동선거대책위원장
- 2024.05 ~ 국민의힘 경기도당 화성시 병 당원협의회 위원장
- 2024.06 ~ 국민의힘 경기도당 정책개발본부 환경위원장
- 2025.04 ~ 2025.04: 국민의힘 홍준표 제21대 대통령 선거 경선후보 무대홍 캠프 지방행정혁신본부장
- 2025.05 ~ 2025.06: 제21대 대통령 선거 국민의힘 김문수 대통령 후보 경기도 선거대책위원회 공동선거대책위원장

## 전과
- 직권남용권리행사방해, 지방공무원법위반: 징역 8월, 집행유예 2년 - 2014년 2월 17일 선고[2]

## 역대 선거 결과
|  | 58.7% |

|  | 66.29% |

|  | 18.37% |

|  | 15.36% |

|  | 44.24% |

|  | 37.14% |